# Macropodium
Macropodium es un género de plantas fanerógamas de la familia Brassicaceae. Comprende tres especies.

## Especies seleccionadas
- Macropodium elongatum
- Macropodium laciniatum
- Macropodium pterospermum